# Gyógyszerek lejárati ideje

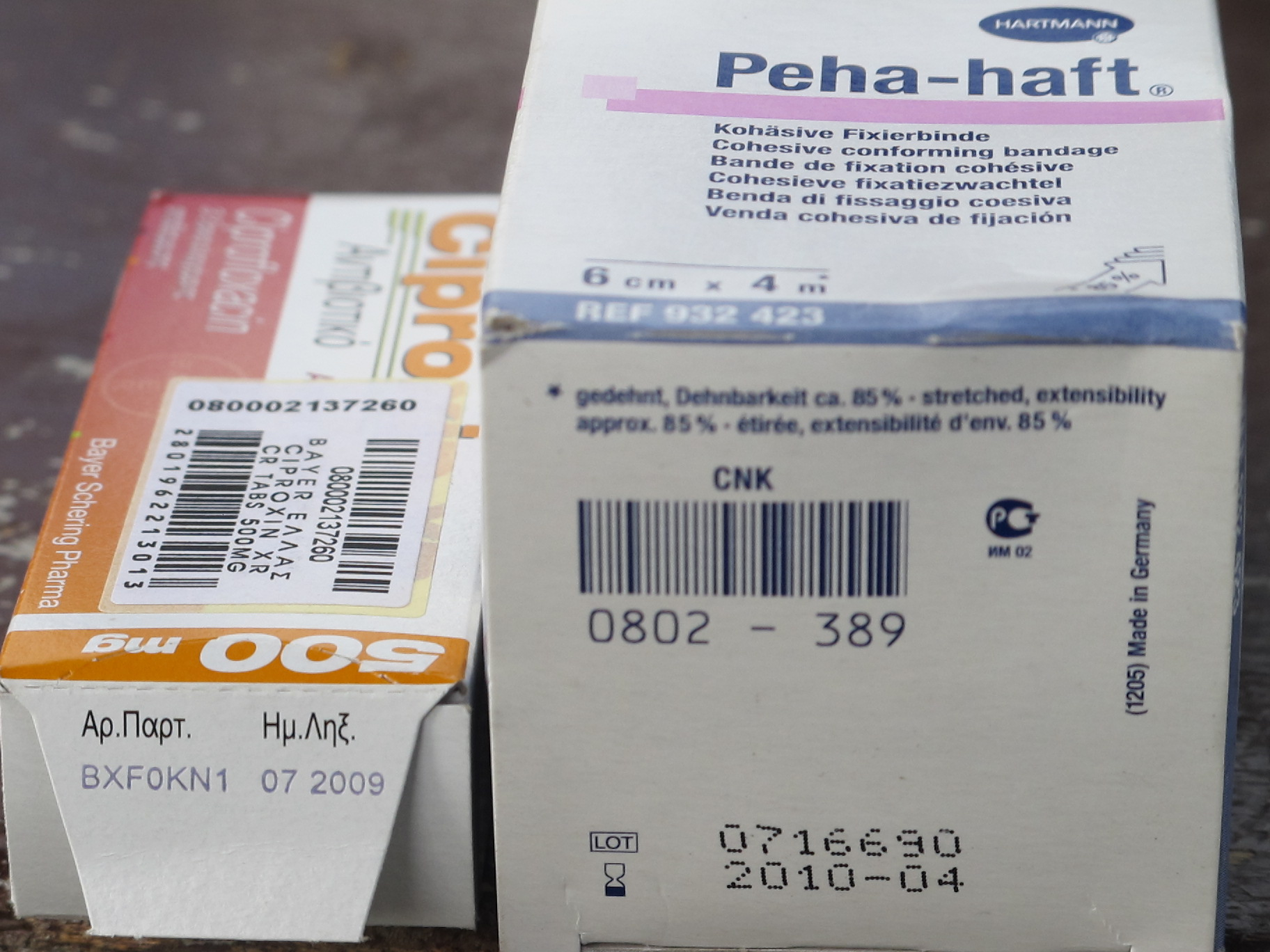
Lejárt, nem használható gyógyszerek

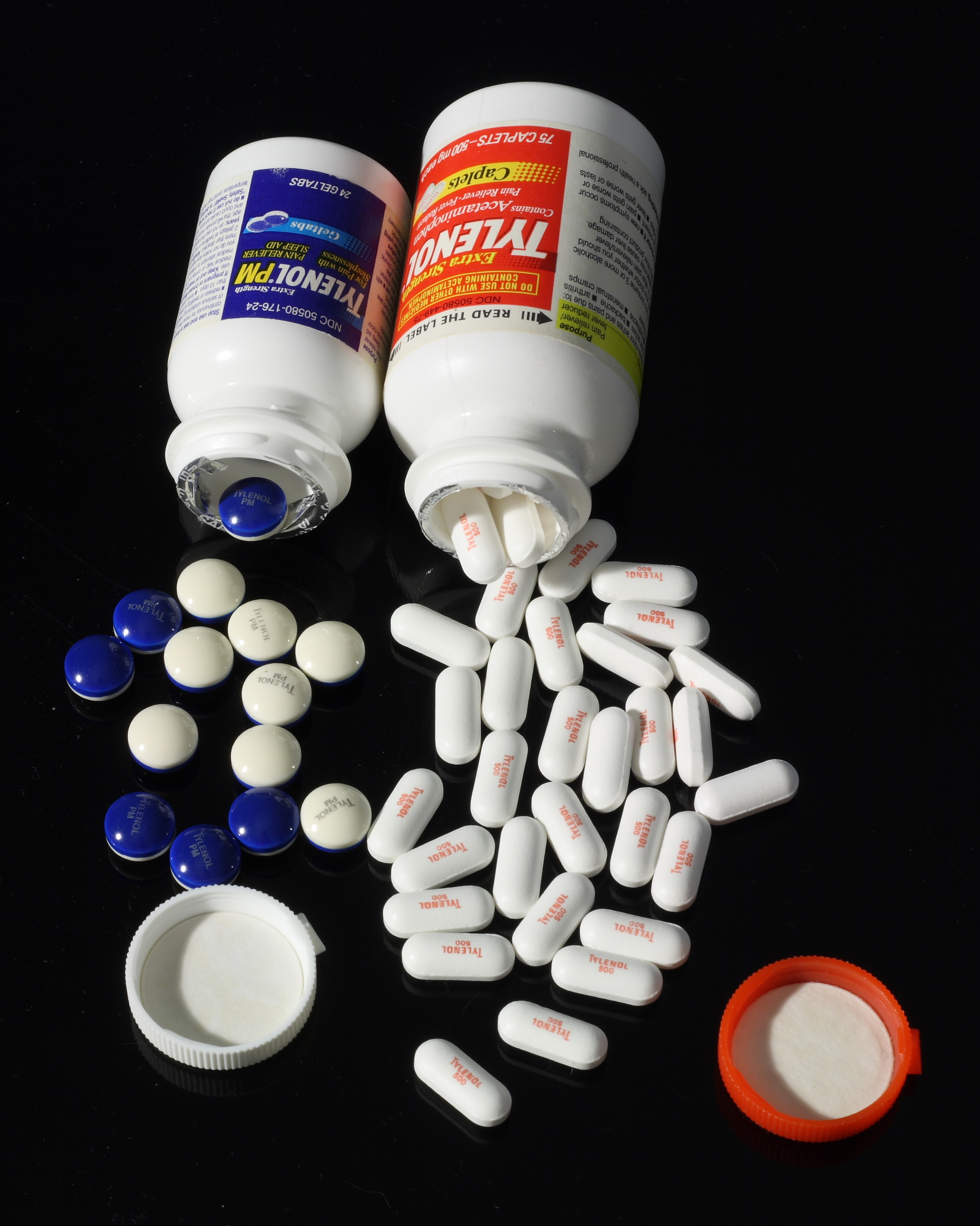
A kétféle fájdalomcsillapító lejárati ideje eltér: a Tylenolnak 04. 2007; a Tylenol PM-nek 04. 2005.

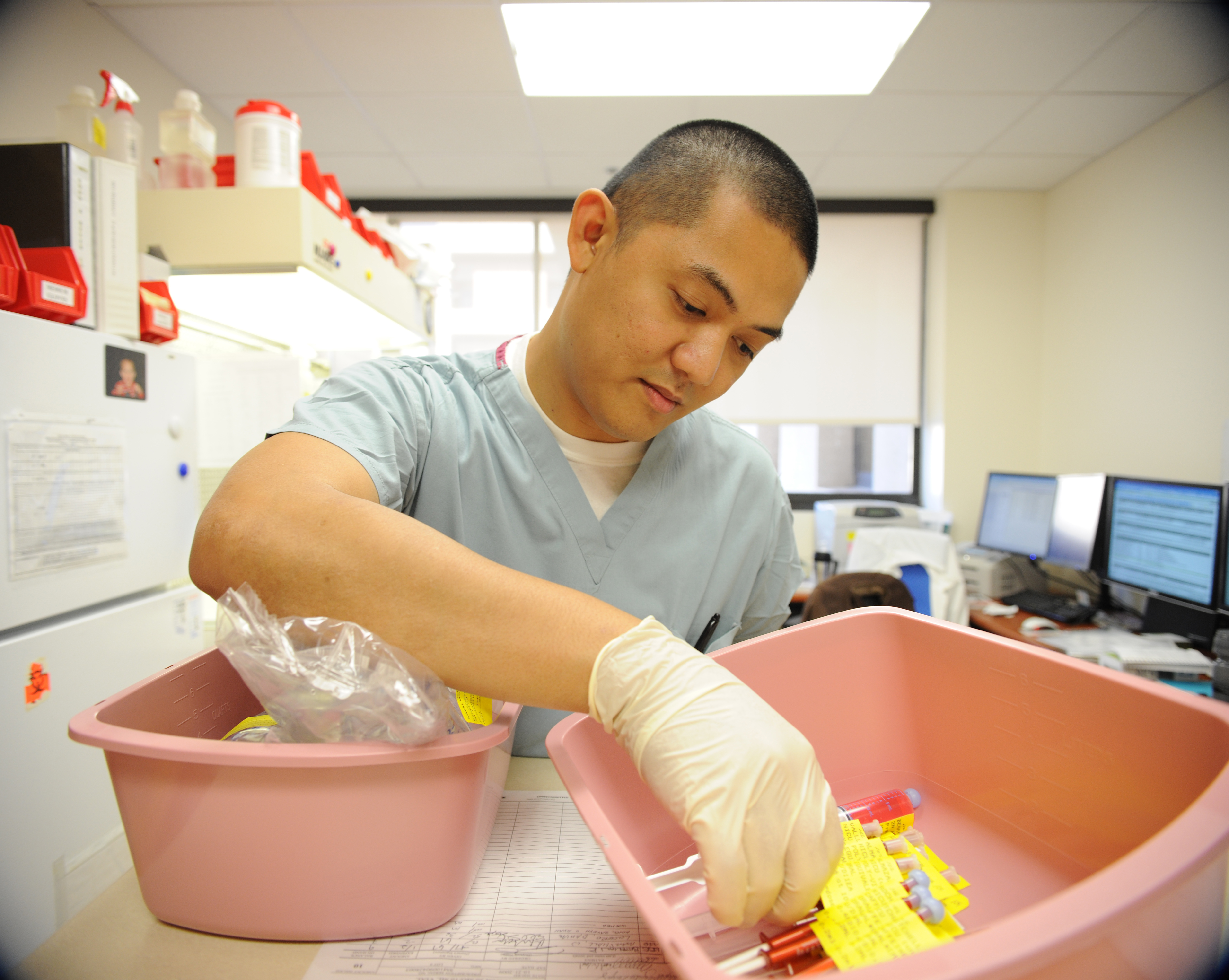
US Navy Karlojo D. Atienza, vezető tiszt ellenőrzi a lejárati időket

A gyógyszerek lejárati ideje az a felhasználhatósági idő, amelynek végéig a gyógyszer csak a minőségi követelményekben rögzített határértékeken belül változik, azaz megőrzi  a fizikai, kémiai, mikrobiológiai és biofarmáciai tulajdonságait, vagyis minőségét, hatékonyságát és relatíve ártalmatlanságát.
A gyógyszerek dobozában található betegtájékoztatókban szerepel, hogy a csomagoláson feltüntetett lejárati időn belül szabad a gyógyszerkészítményeket felhasználni. A magyar (Ph.Hg.VIII.) és nemzetközi gyógyszerkönyvek, gyógyszerészeti ügynökségek (OGYÉI, EMA, FDA) kötelezik a gyártókat, hogy termékeik dobozán tüntessék fel a lejárati időt, a felhasználhatóság idejét (szavatosságát) az általuk gyártott és forgalomba hozott készítményeknek. Akárcsak az élelmiszereknek, a gyógyszereknek is meghatározott felhasználhatósági ideje van. Megjegyzendő, hogy a lejárati idő csak akkor érvényes, ha az előírt tárolási körülményeket betartották. Melegebb, párásabb körülmények között a gyógyszerek lejárati ideje csökken (trópusi klíma). Oldatok, oldatos injekciók megfagyhatnak extrém hideg  körülmények között.

## Stabilitási vizsgálat és szavatosság
A gyógyszerek hatóanyagai szintetikus vagy természetes eredetű molekulák, amelyek a környezeti hatások (hő, fény, nedvesség stb.) miatt idővel megváltozhatnak, átalakulhatnak. Ezek a folyamatok szobahőmérsékleten, megfelelő páratartalom mellett is lejátszódnak, és általánosságban elmondható, hogy a magasabb hőmérséklet, az erős fényhatás és/vagy a páratartalom növekedése felgyorsítja azokat. Amikor a hatóanyag csökkenés mértéke meghaladja az 5 százalékot, azt az időt jelölik ki lejárati időnek, ugyanis a lejárati időn belül nem csökkenhet 95 százalék alá az adott gyógyszer hatóanyag-tartalma. A gyógyszerek fejlesztésekor a többi vizsgálattal együtt a gyógyszer lejárati idejét is meghatározzák, úgynevezett stabilitási vizsgálatokkal.

## Felhasználhatósági idő mértéke
A gyógyszerek hatóanyaguktól vagy gyógyszerformájuktól függően más-más felhasználhatósági idővel rendelkeznek. A kevésbé érzékeny hatóanyagot tartalmazó gyógyszerek akár öt évig is megőrzik minőségüket, míg mások (vakcinák, antibiotikumok, szemcseppek) csak néhány hónapig használhatók fel. Gyakran olvasható a készítmények dobozában található leírásában, hogy felbontás után már csak bizonyos ideig őrzik meg minőségüket. Ez leginkább azoknál a szemcseppeknél és magas cukortartalmú szirupoknál fordul elő, ahol fontos szempont a baktérium- és gombamentesség, a sterilitás megőrzése. Ezeket az utasításokat feltétlenül be kell tartani! Még rövidebb lehet a felhasználhatósági ideje azoknak a készítményeknek, amelyeket az orvos receptjére egyedileg, személyre szabottan, individuális receptből készítenek el a gyógyszertárban. Ezek az ún. magisztrális gyógyszerek, amelyeknél a stabilitás és eltarthatóság éppen az egyedi összetétel miatt nehezen határozható meg. A kellő szakmai ismerettel, tapasztalattal rendelkező gyógyszerész több tényezőt figyelembe véve állapítja meg ezeknek a kenőcsöknek, szemcseppeknek, kúpoknak stb. a biztonságos felhasználhatósági idejét. Ez minden esetben megtalálható a készítmény címkéjén (az úgynevezett szignatúrán).

## Feltüntetett lejárati idő értelmezése
Magyar feliratozás:
Gyári gyógyszer-készítményeknél a lejárati idő a dobozon, a folyadéküvegen vagy az ampullára nyomtatva található meg a „Felh.” rövidítés után (2014. 03.). Értelmezése: a gyógyszer 2014. március 31-ig felhasználható, ha a tárolási előírásokat betartottuk.
Idegen nyelvű feliratozás:
Az „EXP.; Expiration Dates” (11.2014.), esetleg a „Lot.” rövidítés után. Értelmezése: a gyógyszer 2014. november 30-ig felhasználható, ha a tárolási előírásokat betartottuk. Ügyelni kell arra, hogy külföldi készítményeknél gyakran elöl található a hónap, és azt követi az év, ami félreértésekre adhat okot. Ha a gyógyszerekkel és azok lejárati idejével kapcsolatos kérdése merül fel, gyógyszerésze tanácsaira mindig számíthat. A betegtájékoztatókban szerepel, hogy a csomagoláson feltüntetett lejárati időn belül szabad a gyógyszerkészítményeket felhasználni. 
Meghosszabbított lejárati idő:
A forgalomba hozatali engedély jogosultjának kérelmére az OGYÉI egyes gyártási tételek felhasználhatósági időtartamát legfeljebb egy alkalommal, legfeljebb egy évvel meghosszabbíthatja. A gyógyszerkészítmények dobozán a lejárati idő meghosszabbítását felülragasztás, vagy a dobozban elhelyezett tájékoztató jelzi.

## Gyógyszerek csomagolása

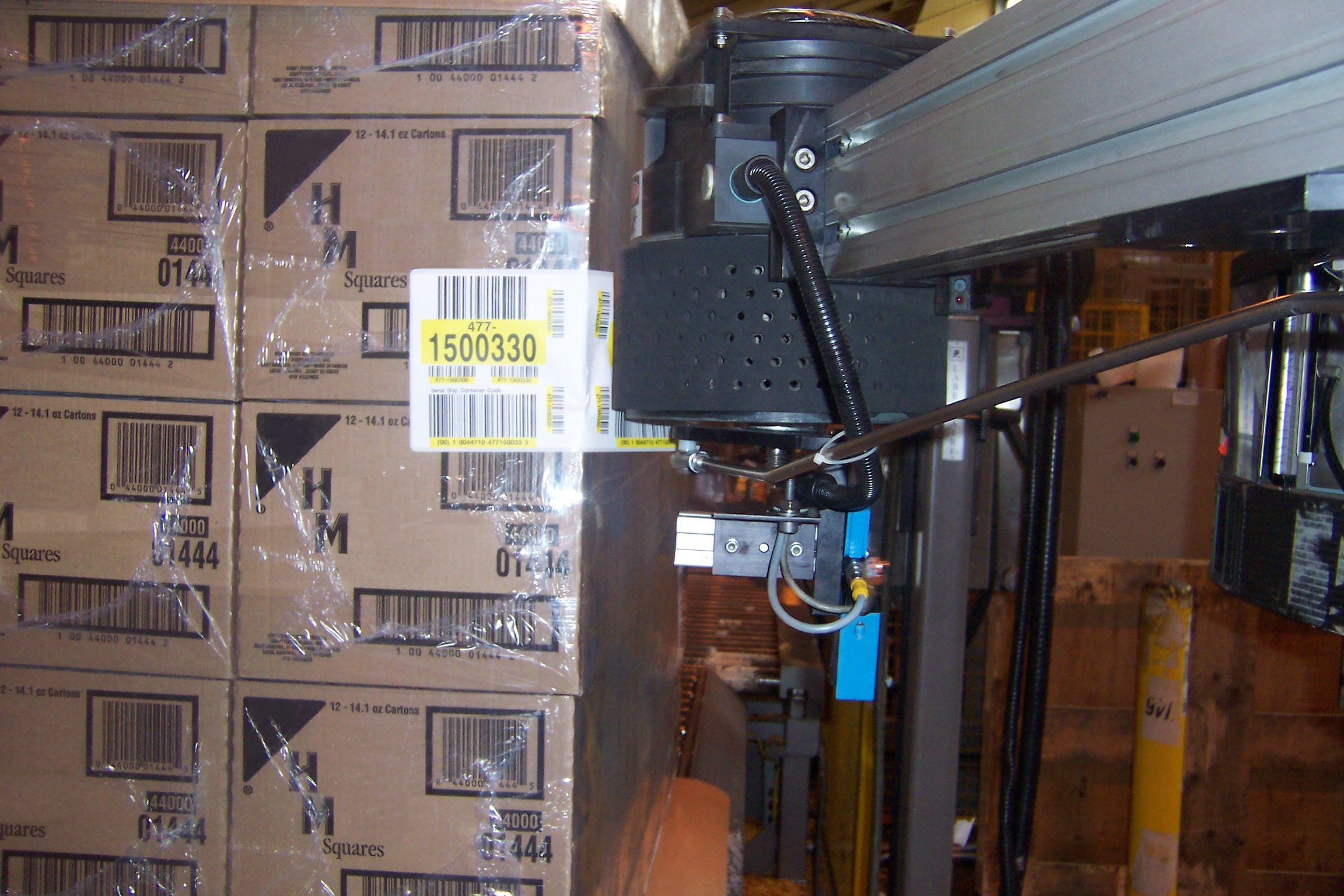
"Print & Apply" rendszer, sarok csomagolás, UCC (GS1-128) címkézövel egy raklapon.

Gyógyszeripari termékeknek általában szabványos a becsomagolása, ami teljesíti a legfontosabb követelményeket, azaz bizonyítottan hatékony, biztonságos, egységes, reprodukálható, tiszta, illetve korlátozottan szennyez, minimális toxicitással, minimális a kapcsolt termék-felelősségi kockázat, és egy jó eltarthatósági, stabilitás profilt biztosít a szállítandó gyógyszernek. A csomagolásnak számos funkciót kell teljesíteni a tárolás, szállítás során még egy rövidtávú utazás során is.

### A csomagolás véd a következő elsődleges veszélyekkel szemben
- éghajlati tényezők, amelyek a környező légkörből származnak:

nap vagy más fényforrások, hőmérséklet (szélsőséges), légköri gázok, nyomáskülönbségeket, kosz, por, oxigén, szén-dioxid stb.
- biológiai:

rovarok, rágcsálók stb.
- mechanikai, azaz fizikai veszélyek a tárolás, szállítás alatt:

fizikai veszéllyel szembeni védelem a tárolás és szállítás alatt: ütődéssel szembeni, a rakodási, anyagmozgatási, vibrációs, kopás elleni, szúrás elleni védelem.

### Néhány tényező, amely befolyásolhatja a gyógyszer becsomagolását
- Milyen típusú a gyógyszerforma

Szilárd anyagok lehetnek szabályos, szabálytalan, szabadon folyó, összetartó, vagyis a porok, tabletták, kapszulák, kúpok stb.
Folyékony vagy félig folyékony termékek alapja lehet a víz, alkohol, oldószerek, olajok, gélek stb., azaz az emulziók, szuszpenziók, krémek, kenőcsök, megoldások stb.
Gázokat lehetnek folyékony, nyomás alatti, illékony, inert, azaz gőzök, inhaláció, aeroszolok.
- A gyógyszerforma mérete, tömege
- A környezet

Hőmérséklet
Páratartalom
Fényenergia

## Tárolása, tároló rendszerek
Anyagi és erkölcsi veszteség, ha a hűtési lánc megszakad a tárolás során. A nem megfelelő helyen tárolt gyógyszer elveszti stabilitását, gyógyító hatása csökken, toxikus anyagok képződhetnek. Az utazás során is biztosítani kell az előírt tárolási hőmérsékletet, páratartalmat, fényvédelmet hűtőkonténerben, vagy egyéb más speciális tároló rendszerben.

### Fogalommeghatározások és hőmérséklet-tartományok
| Forrás            | Meleg C) | Szobahőmérséklet (C) | Hűvös hely (C) | Hideg hely (C) | Hűtőszekrény (C) | Mélyhűtő (C) | Mély-fagyasztó (C) |
| ----------------- | -------- | -------------------- | -------------- | -------------- | ---------------- | ------------ | ------------------ |
| UK (1997)         | -        | 15-30                | max. 15        | max. 8         | 2 - 8            | -10          | -                  |
| EU Gyógyszerkönyv | -        | 15 - 25              | 8 - 15         | 8 - 15         | 2 - 8            | -            | -15                |
| US Gyógyszerkönyv | 30 - 40  | max.25               | 8 - 15         | max. 8         | 2 - 8            | -25 - -10    |                    |
| Ph.Hg.VIII.       | -        | 15 - 25              | 8 - 15         | 2 - 8          | -                | -15          | -                  |